# 手塚貴大
手塚 貴大（てづか たかひろ、1998年6月25日 - ）は、栃木県宇都宮市出身のサッカー選手。タイ・リーグ2・バンコクFC所属。ポジションはDFもしくはMF。
兄の手塚康平もサッカー選手である。

## クラブ歴
ともぞうSCから栃木SCのジュニアユース、ユースに進んだ。2016年8月8日にトップチームに2種登録された。しかし出場機会はなく、その後も筑波大学に進学した。
2021年1月23日にシンガポールプレミアリーグのアルビレックス新潟シンガポールへの加入内定が発表された。
2021年11月14日にゲイラン・インターナショナルFCへの移籍が発表された。
2025年6月9日、ゲイラン退団が発表された。7月4日、タイ王国のバンコクFCに加入。

## 個人成績
2021年12月1日現在
| 2016         | 栃木         |              | J3           | 0        | 0        | 0              | 0              | 0        | 0        |
| 2017         | 筑波大       |              | 他           | -        | -        | 0              | 0              | 0        | 0        |
| 2020         | 筑波大       |              | 他           | -        | -        | 2              | 0              | 2        | 0        |
| シンガポール | シンガポール | シンガポール | シンガポール | リーグ戦 | リーグ戦 | シンガポール杯 | シンガポール杯 | 期間通算 | 期間通算 |
| 2021         | 新潟S        | 3            | Sプレミア    | 21       | 5        | -              | -              | 21       | 5        |
| 2022         | ゲイラン     |              | Sプレミア    |          |          | -              | -              |          |          |
| 通算         | 日本         | 日本         | J3           | 0        | 0        | 0              | 0              | 0        | 0        |
| 通算         | 日本         | 日本         | 他           | -        | -        | 2              | 0              | 2        | 0        |
| 通算         | シンガポール | シンガポール | Sプレミア    | 21       | 5        | -              | -              | 21       | 5        |
| 総通算       | 総通算       | 総通算       | 総通算       | 21       | 5        | 2              | 0              | 23       | 5        |

- 2016年は2種登録選手